# Венгрия на летних Олимпийских играх 1948
На Летних Олимпийских играх 1948 года Венгрию представляло 128 спортсменов (107 мужчин и 21 женщина), выступивших в 15 видах спорта. Они завоевали 10 золотых, 5 серебряных и 12 бронзовых медалей, что вывело венгерскую сборную на 4-е место в неофициальном командном зачёте.

## Медалисты
| Медаль  | Спортсмен | Вид спорта            | Дисциплина                                 |
| ------- | --- | --------------------- | ------------------------------------------ |
| Золото  | Имре Немет | Лёгкая атлетика       | Мужчины, метание молота                    |
| Золото  | Ольга Дьярмати | Лёгкая атлетика       | Женщины, прыжки в длину                    |
| Золото  | Тибор Чик | Бокс                  | Мужчины, до 54 кг                          |
| Золото  | Ласло Папп | Бокс                  | Мужчины, до 74 кг                          |
| Золото  | Аладар Геревич | Фехтование            | Мужчины, сабля, личное первенство          |
| Золото  | Аладар Геревич Тибор Берцей Рудольф Карпати Пал Ковач Берталан Папп Ласло Райчаньи                                              | Фехтование            | Мужчины, сабля, командное первенство       |
| Золото  | Илона Элек | Фехтование            | Женщины, рапира, личное первенство         |
| Золото  | Ференц Патаки | Спортивная гимнастика | Мужчины, вольные упражнения                |
| Золото  | Карой Такач | Стрельба              | Мужчины, автоматический пистолет, 25 м     |
| Золото  | Дьюла Бобиш | Борьба                | Мужчины, вольная борьба, свыше 87 кг       |
| Серебро | Янош Модьороши-Кленч | Спортивная гимнастика | Мужчины, вольные упражнения                |
| Серебро | Эржебет Балаж Анна Фехер Ирен Карчич Эржебет Кётелеш Мария Кёви Маргит Надь Ольга Ташш Эдит Вашархейи                           | Спортивная гимнастика | Женщины, командное первенство              |
| Серебро | Геза Кадаш Дьёрдь Митро Имре Ньеки Элемер Сатмари                                                                               | Плавание              | Мужчины, эстафета 4 x 200 м вольным стилем |
| Серебро | Йенё Бранди Оскар Чувик Дежё Фабиан Дежё Дьярмати Эндре Дьёрфи Миклош Холоп Ласло Йенеи Дежё Лемхеньи Карой Ситтья Иштван Сивош | Водное поло           | Мужчины                                    |
| Серебро | Миклош Сильваши | Борьба                | Мужчины, греко-римская борьба, до 73 кг    |
| Бронза  | Анталь Сендеи Бела Житник Роберт Зимоньи                                                                                        | Академическая гребля  | Мужчины, двойки распашные с рулевым        |
| Бронза  | Йожеф Варсеги | Лёгкая атлетика       | Мужчины, метание копья                     |
| Бронза  | Лайош Маслаи | Фехтование            | Мужчины, рапира, личное первенство         |
| Бронза  | Пал Ковач | Фехтование            | Мужчины, сабля, личное первенство          |
| Бронза  | Янош Модьороши-Кленч | Спортивная гимнастика | Мужчины, опорный прыжок                    |
| Бронза  | Ференц Патаки | Спортивная гимнастика | Мужчины, опорный прыжок                    |
| Бронза  | Ласло Бараньяи Янош Модьороши-Кленч Ференц Патаки Йожеф Фекете Дьёзё Модьорошши Лайош Санта Лайош Тот Ференц Варкёи             | Спортивная гимнастика | Мужчины, командное первенство              |
| Бронза  | Геза Кадаш | Плавание              | Мужчины, 100 м вольным стилем              |
| Бронза  | Дьёрдь Митро | Плавание              | Мужчины, 1500 м вольным стилем             |
| Бронза  | Эва Новак | Плавание              | Женщины, 200 м брассом                     |
| Бронза  | Ференц Тот | Борьба                | Мужчины, греко-римская борьба, до 62 кг    |
| Бронза  | Карой Ференц | Борьба                | Мужчины, греко-римская борьба, до 67 кг    |